# Özkan Uğur

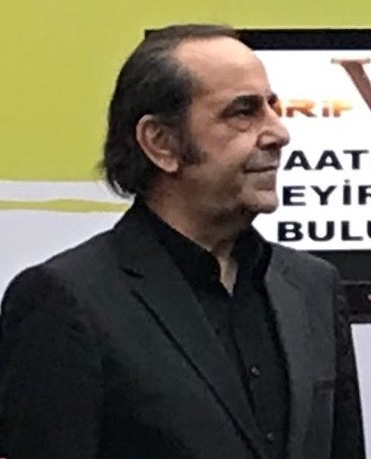
Özkan Uğur, 2018

Özkan Uğur (* 17. Oktober 1953 in Istanbul; † 8. Juli 2023 ebenda) war ein türkischer Schauspieler und Mitglied der Band MFÖ.

## Leben
Er begann seine Musikerkarriere im Şerif Yüzbaşıoğlu Orchester als E-Bassist. 1971 verband sich Özkan mit Mazhar Alanson und Fuat Güner und gründete die Band Kaygısızlar. Ein Jahr danach trennten sie sich wieder. Zwischen 1972 und 1975 spielte er zusammen mit Barış Manço Anadolu Rock. Özkan trat 1978 der Band Grup Karma mit Galip Boransu und Cengiz Teoman bei. Zuletzt war er Mitglied in der Band MFÖ, mit welcher er 1985 und 1988 am Eurovision Song Contest teilnahm.
Zwischenzeitlich spielte er immer wieder in Filmen und Serien mit.
Özkan Uğur starb im Juli 2023 im Alter von 69 Jahren.

## Diskografie (solo)

### EPs
- 2022: Erşan Kuneri Şarkıları (mit Cem Yılmaz)

### Singles
- 2004: Olduramadım
- 2017: Gerekli Şeyler (mit Baba Zula)
- 2017: Terlik Geliyor (mit Yaşar Gaga)
- 2020: Kera

## Filmografie

### Filme
- 1988: Arkadaşım Şeytan
- 1996: Eşkıya
- 2000: Komser Şekspir
- 2003: G.O.R.A.
- 2005: Organize İşler
- 2006: Kısık Ateşte 15 Dakika
- 2008: A.R.O.G
- 2010: Yahsi Bati

### TV-Serien
- 1999: İkinci Bahar
- 2002: Yeter Anne
- 2003: Alacakaranlık
- 2004: İstanbul Şahidimdir
- 2004: Cennet Mahallesi
- 2010: Türk Malı
- 2015: Poyraz Karayel